# Microsoft Project
Microsoft Office Project (или MSP) е софтуерен инструмент за управление на проекти, разработен от Microsoft. Той е създаден в помощ на мениджърите на проекти при разработване на планове, назначаване на ресурси към задачи, проследяване напредъка на проекта, управление на бюджети и анализ на натоварването.
Когато е налице добра система за управление на проекти, ще можете да отговорите на следните въпроси:
- Какви задачи трябва да бъдат изпълнени и в какъв ред, за да се получи крайният резултат от проекта?
- Кога точно би трябвало да се изпълнява всяка отделна задача?
- Кой ще изпълни тези задачи?
- Колко ще струва това?
- Какво ще стане, ако някои задачи не бъдат завършени по план?
- Кой е най-добрият начин да се информират за подробностите на проекта заинтересованите лица?

И най-добрият инструмент за управление на проекти на света не може да замени преценката на потребителя! Въпреки това, той може и би трябвало да ви помогне да постигнете следните неща:
- Да следите цялата информация, която получавате за работата, продължителността, цените и ресурсните изисквания на вашия проект.
- Да онагледявате и показвате вашия план на проект в стандартни, ясно дефинирани формати.
- Да планирате задачите и ресурсите последователно и ефективно.
- Да обменяте информация за проекти с други приложения от пакета Microsoft Office.
- Да комуникирате с ресурси и други заинтересовани лица, докато вие, като мениджър на проекта, запазвате пълен контрол над него.
- Да управлявате проекти, използвайки програма, която изглежда и работи като другите настолни приложения.

## История
Първата версия на Microsoft Project е реализирана за DOS през 1984 г. от компания работеща за Microsoft. През 1985 г. Microsoft купува всички права за софтуера и правят Версия 2. След това през 1986 г. излизат Версия 3 и Версия 4, която е последната работеща под DOS. През 1990 г. се появява и версията за Windows наречена „Version 1 for Windows“. През 1991 г. излиза версия за Macintosh.

## Характеристики
Project изчислява разходите по проект на базата на назначената работа и нормата на ресурсите. Ресурсите (хора, оборудване и материали) могат да бъдат разпределяни (назначавани) в множество различни проекти, използвайки общ източник на ресурси.